# Buzludža
Buzludža (in bulgaro Бузлуджа?, in turco Buzluca - letteralmente "glaciale/gelido") è una storica cima dei Monti Balcani in Bulgaria, alta 1441 m.
Buzludža è raggiungibile da una strada laterale di 12 km che parte dal Passo di Šipka.

## Storia

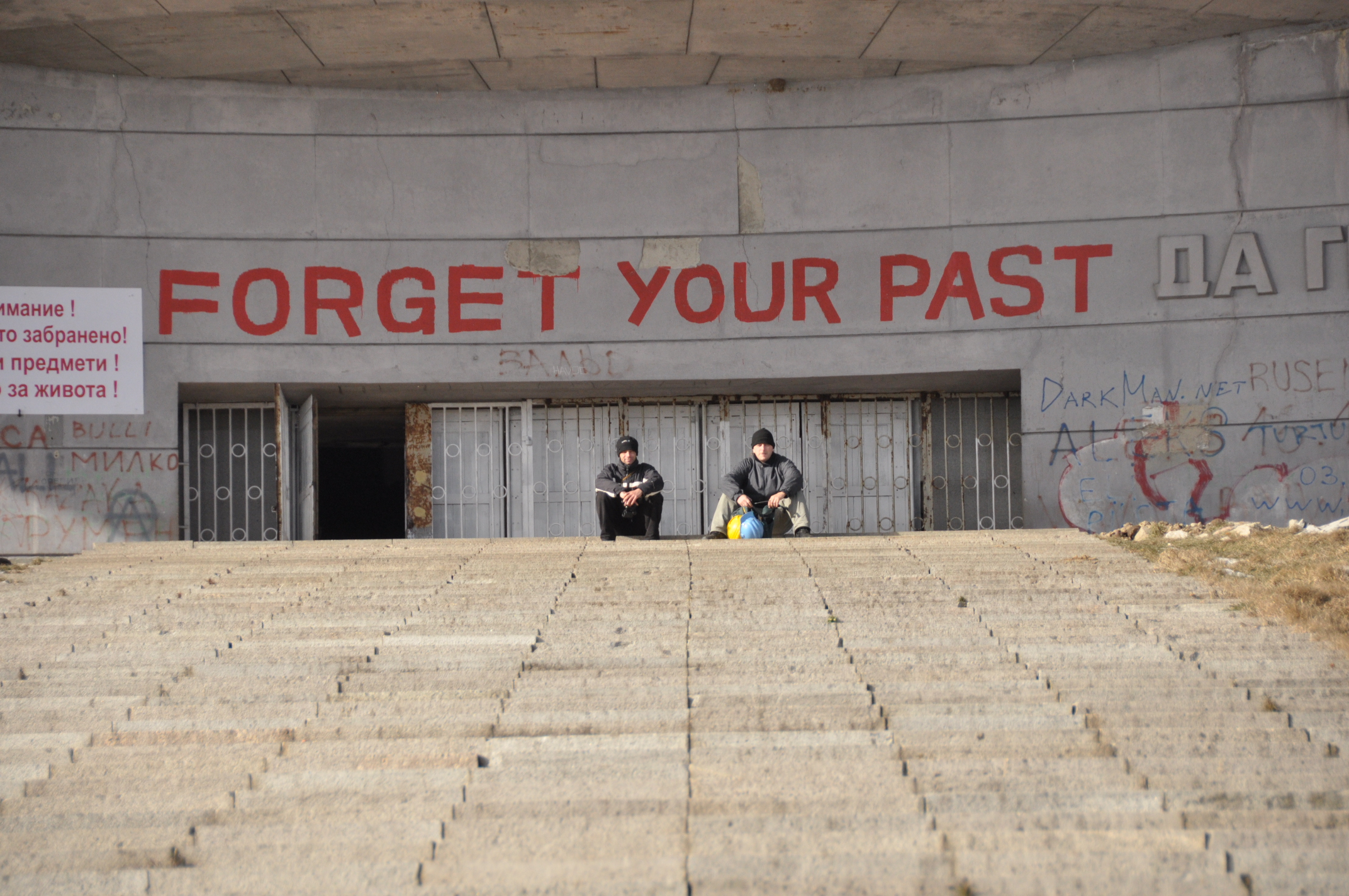

Nel 1868 il Buzludža fu il campo dell'ultima battaglia fra i ribelli bulgari guidati da Hadži Dimităr e Stefan Karadža e l'Impero ottomano.
Nel 1891 i socialisti guidati da Dimităr Blagoev si radunarono segretamente in quest'area per formare un movimento socialista organizzato, che diede vita al Partito socialdemocratico Bulgaro, predecessore del Partito Comunista Bulgaro.
Sulla sua cima è presente il Monumento di Buzludža, inaugurato nel 1981 ed oggi abbandonato.

## Videografia
- Vihaan kyllästynyt (2014)
- Un re allo sbando (2016)
- Tra le vite degli altri (2018)
- Kiwi[4] (2018) video del cantautore italiano Calcutta[5].